# Bradysia strigata
Bradysia strigata är en tvåvingeart som först beskrevs av Rasmus Carl Staeger 1840.  Bradysia strigata ingår i släktet Bradysia och familjen sorgmyggor. Arten är reproducerande i Sverige. Inga underarter finns listade i Catalogue of Life.